# Fredrik Ultvedt
Fredrik Johannes Ultvedt, född 9 april 1961 i Stockholm, är en svensk skådespelare och regissör.

## Biografi
Ultvedt har bland annat spelat Jens Loftegård i Beck-serien (säsong 1). Hans mest framträdande roll på TV har troligen varit som studenten Krusberg i serien Tre terminer, baserad på romanen med samma namn av Fritiof Nilsson Piraten. Han är son till Per Olov Ultvedt.

## Filmografi
Regi
- 1996 – Vänner och fiender (TV-serie)

Roller
- 1990 – Honungsvargar
- 1990 – Storstad (TV-serie)
- 1991 – Tre terminer (TV-serie) (TV-serie)
- 1993 – Snoken (TV-serie)
- 1995 – Nilecity 105,6 (TV-serie)
- 1996 – Percy tårar (TV-serie)
- 1997 – Beck – Lockpojken
- 1997 – Beck – Mannen med ikonerna
- 1997 – Beck – Pensionat Pärlan
- 1997 – Beck – Spår i mörker
- 1997 – Selma & Johanna – en roadmovie
- 1998 – Beck – The Money Man
- 1998 – Beck – Monstret
- 1998 – Beck – Vita nätter
- 1998 – Beck – Öga för öga
- 1998 – OP7 (TV-serie)
- 1999 – Tre Kronor (TV-serie)
- 2000 – Det grovmaskiga nätet

## Teater

### Roller
| År   | Roll   | Produktion                                                          | Regi          | Teater            |
| ---- | ------ | ------------------------------------------------------------------- | ------------- | ----------------- |
| 1987 | Azolan | Farliga förbindelser (Les Liaisons Dangereuses) Christopher Hampton | Kerstin Birde | Malmö stadsteater |